# Gilla
Pour l’article ayant un titre homophone, voir Gila.
Gilla, de son vrai nom Gisela Wuchinger (née le 27 février 1950 à Linz) est une chanteuse autrichienne.

## Biographie
Elle apparaît d'abord avec le groupe de son père, Niki Wuchinger. Elle étudie ensuite la musique à Salzbourg et chante dans le groupe Traffic qui prendra le nom de Seventy-Five Music. Elle est alors produite par Frank Farian et classe plusieurs titres dans les meilleures ventes. Sa voix rauque va pour des chansons légèrement érotiques, comme la version allemande de Voulez-vous coucher avec moi (Lady Marmalade).
Après la naissance de sa fille Nadja, elle décide de mettre sa carrière de côté. Elle se marie avec Helmut Rulofs, chanteur sous le nom de Chris Denning, produit par Frank Farian. Sous le pseudonyme de G. Winger, elle écrit la chanson (I See A) Boat On The River pour le groupe Boney M. Elle fonde plus tard le groupe Vanilla.

## Discographie
Albums
- 1975 : Willst du mit mir schlafen gehn?
- 1976 : Help! Help!
- 1977 : Zieh mich aus
- 1978 : Bend Me, Shape Me
- 1980 : I Like Some Cool Rock ’N’ Roll

Singles
- 1975 : Willst du mit mir schlafen gehn?
- 1975 : Tu’ es!
- 1976 : Ich brenne